# Canadian Booksellers Association
Canadian Booksellers Association (CBA) es una organización que promueve y protege a los libreros,  editores y escritores canadienses. Su membresía está abierta a los propietarios de librerías y «afiliados interesados» como autores y editores. Fue establecida en 1952.
La Asociación se ha destacado por su oposición a la tienda online Amazon.com, particularmente a los planes de la compañía de expandirse en Canadá. Michael Geist, profesor de la Universidad de Ottawa, criticó este esfuerzo como «un intento transparente de frustrar a un fuerte competidor».